# Melora Walters
Melora Walters (født 21. oktober 1959 i Dhahran, Saudiarabien) er en amerikansk skuespillerinde.
Hun har medvirket i tre film af Paul Thomas Anderson; Hard Eight, Boogie Nights og Magnolia. I The Butterfly Effect spillede hun rollen som Andrea Treborn.
Walters har også blandt andet medvirket i adskillige tv-serier, heriblandt Seinfeld, CSI, Desperate Housewives og Big Love. Hun spillede også rollen som Maria i Venom fra 2018.
Hun har 2 børn sammen med Dylan Walsh.